# تاريخ المحكمة العليا للولايات المتحدة

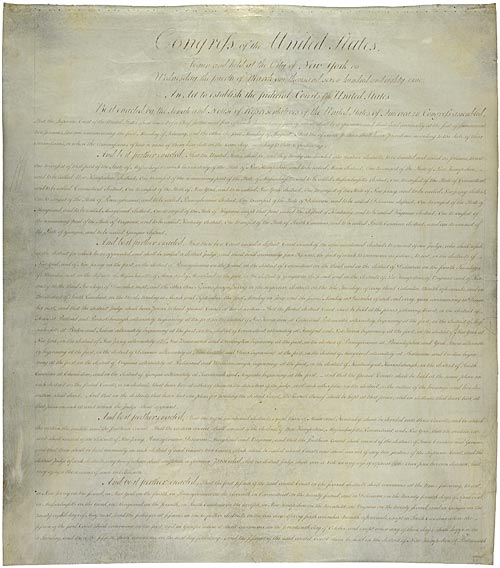

يعتبر الفرع القضائي تاريخًا للمحكمة العليا للولايات المتحدة (بالإنجليزية: History of the Supreme Court of the United States)‏، التي يرأسها رئيس المحكمة العليا. والمحكمة العليا للولايات المتحدة هي المحكمة الوحيدة التي أنشأها دستور الولايات المتحدة على وجه التحديد، والتي تم تنفيذها عام 1789؛ بموجب قانون القضاء لعام 1789، كان من المقرر أن تتألف المحكمة من خمسة أعضاء على الرغم من أن عدد القضاة كان تسعة طيلة القسم الأعظم من تاريخ المحكمة، فإن هذا الرقم يُحدَّد بواسطة الكونغرس، وليس بموجب الدستور. وقد اجتمعت المحكمة لأول مرة في 2 فبراير من عام 1790.

## محاكم جاي وروتليدج وإيلسوورث (1789 - 1801)
كان أول رئيس قضاة للولايات المتحدة هو جون جاي، وكانت القضية الأولى للمحكمة التي تم رفعها هي قضية فان ستافورست ضد ماريلاند (1791)، وكان أول قرار مسجل له هو قضية ويست ضد بارنز (1791). ربما كان أكثر قرارات المحكمة العليا المبكرة إثارةً للجدل هو تشيشولم ضد جورجيا، إذ رأت أن القضاء الفيدرالي قد يستمع إلى دعاوى قضائية ضد الولايات. بعد ذلك بفترة وجيزة، وفي استجابة لشواغل العديد من الولايات، اقترح الكونغرس التعديل الحادي عشر، الذي منح الولايات حصانة من بعض أنواع الدعاوى القضائية في المحاكم الفيدرالية. تم التصديق على التعديل في عام 1795.
خلف جاي كرئيس القضاة جون روتليدج، ثم خلفه أوليفر إلسوورث. ولم تقدم أية قضايا رئيسية إلى المحكمة العليا خلال هذه الفترة.

## محكمة تاني (1836 - 1864)
في عام 1836، خلف مارشال رئيس القضاة روجر بروك تاني، الذي كان يتمتع بقدر أكبر من النظر إلى سلطات الحكومة الفيدرالية. وفي وقت كانت فيه التوترات الطائفية بين الشمال والجنوب متصعدة، فإن العديد من قرارات المحكمة العليا، ـوخاصة تلك المتعلقة بالرِق، قوبلت بالجدل والنزاع. كان أكثر القضايا إثارة للجدال قرار محكمة تاني في قضية دريد سكوت ضد ساندفورد (1857). أقام دريد سكوت، وهو أحد الرق من ولاية ميسوري، دعوى قضائية من أجل حريته على أساس أن مالكه قد أخذه إلى ولاية إلينوي وإلى إقليم ويسكونسن، وكلتاهما كانت قد حظرت الرق لفترات طويلة. بيد أن تاني حكم بأن أعضاء العرق الأفريقي لم يكونوا ولن يصبحوا مواطنين داخل الولايات المتحدة على الإطلاق. وبناء على ذلك، قرر رئيس القضاة تاني بأن سكوت لا يتمتع بأهلية تخوله رفع دعوى قضائية. فضلًا عن ذلك، فقد اعتبر أن تسوية ميزوري، التي بموجبها حظر الكونغرس وجود الرق في بعض المناطق التي شكلت جزءًا من صفقة لويزيانا، غير دستورية. ولقد قوبل القرار المثير للجدل بالغضب من جانب دعاة الإبطالية، وساهم في التوترات التي أدت في النهاية إلى نشوء الحرب الأهلية أثناء العقد المقبل.

## محاكم تشيس وويت وفولر (1864 - 1910)
في خضم الحرب الأهلية، عيَّن أبراهام لينكون، سلمون بورتلاند تشيس، رئيسًا للمجكمة العليا. كان تشيس يتمتع بأوراق اعتماد قوية في مكافحة الرق، إذ كان يشغل في السابق منصب وزير خزانة الولايات المتحدة. وقد أبرزت فترة ولايته في مرحلة ما بعد الحرب الأهلية العديد من القرارات الرئيسية التي تؤكد قابلية الاتحاد للتدمير. كان تشيس يعتبر طموحَا للغاية، حتى بالنسبة لأي سياسي. في عام 1872، رشَّح تشيس نفسه للرئاسة أثناء خدمته في المحكمة العليا، لكن جهوده لاقت الفشل في نهاية المطاف. استمر تشيس في منصبه كرئيس المحكمة العليا حتى وفاته عام 1873.
في عام 1869، زاد الكونغرس حجم المحكمة لتصبح مؤلفة من رئيس المحكمة وثمانية قضاة معاونين.
في أعقاب انتهاء مؤتمر الحرب الأهلية، صدَّقت الولايات على التعديل الرابع عشر للدستور، الذي منع الدول من تخليص «امتيازات وحصانات المواطنين»، ومن حرمان أي شخص من الإجراءات القانونية الواجبة والحماية المتساوية. وقد تضمنت العديد من القضايا التي عُرضت على المحكمة في عصر ما بعد الحرب الأهلية تفسيرات مختلفة للتعديل الرابع عشر للدستور. وفي قضايا الحقوق المدنية (1883)، رأت المحكمة التي تعمل تحت رئاسة رئيس القضاة موريسون ويت أن الكونغرس لا يستطيع أن يمنع العزل العنصري من جانب الأفراد (وليس الحكومات) على أساس التعديل الرابع عشر في الدستور. في وقت لاحق، في قضية بليسي ضد فيرجسون (1896)، قررت المحكمة تحت رئاسة رئيس القضاة ميلفيل فولر أن شرط المساواة في الحماية لم يمنع العزل العنصري في المرافق العامة، ما دامت المرافق متساوية (الأمر الذي أدى إلى نشوء المصطلح المشين «منفصلون لكن متساوون»). كان المُنشق الوحيد من هذه القضية هو جون مارشال هارلان.

## محكمتي وايت وتاف (1910 - 1930)
في أوائل القرن العشرين، قررت المحكمة العليا أن التعديل الرابع عشر يحمي «حرية العقد». وعلى أساس التعديل الرابع عشر وغير ذلك من أحكام الدستور، فإنه يبطل العديد من قوانين الولايات والقوانين الفيدرالية المصممة لحماية الموظفين. كان أول قرار مهم في ذلك العصر هو قضية لوكر ضد نيويورك (1905)، إذ ألغت المحكمة قانونًا في نيويورك يقضي بالحد من عدد الساعات التي يستطيع فيها صانعو الساعات أن يعملوا كل أسبوع. وفي قضية أدير ضد الولايات المتحدة (1908)، ألغت المحكمة قانونًا اتحاديًا يحظر «عقد الكلب الأصفر» (وهي العقود التي تحظر على العمال الانضمام إلى النقابات). تتضمن قضية أدكينز ضد مستشفى للأطفال (1923) قرارًا بأن قانون الحد الأدنى للأجور في مقاطعة كولومبيا يُعتبر غير دستوري.
في عام 1925، أصدرت المحكمة العليا حكمًا تاريخيًا في قضية جيتلو ضد نيويورك، لإنشاء مبدأ الدمج، والذي بموجبه اعتُبِر أن أحكام قانون الحقوق تضع قيودًا على الولايات. في الأصل، حكم رئيس القضاة جون مارشال في قضية بارون ضد بالتيمور (1833)، ولم يقيد قانون الحقوق سوى الحكومة الفيدرالية؛ لكن أثناء القرن العشرين، عقدت المحكمة العليا سلسلة من القرارات المتأثرة بالتعديل الرابع عشر للدستور (لكن ليس جميعها) متضمنة أحكام ميثاق الحقوق على الولايات. تمثل القرار الأول بقضية غيلتو إذ أدمجت المحكمة العليا حماية حرية التعبير التي يوفرها التعديل الأول للدستور. وقد اتخذت المحكمة أيضًا قرارات هامة تتعلق بمبدأ الدمج خلال العقود اللاحقة، ولا سيما فترة الستينات.